# يوهان جورج هامان
يوهان جورج هامان (بالألمانية: Johann Georg Hamann)‏ (27 أغسطس 1730-21 يونيو 1788) كان فيلسوفًا ألمانيًا لوثريًا من كونيغسبرغ عُرف باسم «ساحر الشمال»، وكان أحد الشخصيات البارزة في الفلسفة ما بعد الكانتية. استخدم تلميذه يوهان جوتفريد هردر أعماله كمصدر مساند رئيسي لحركة العاصفة والاندفاع. ربطَ مؤرخ الأفكار أشعيا برلين اسم هامان بتيار التنوير المضاد. في حين وصفت الأبحاث الحديثة مثل أبحاث باحث اللاهوت أوسوولد باير بأنه «تنويريّ راديكاليّ» حيث عارض بشدة المناطقية الدوغمائية في أمور الفلسفة والإيمان. يعدّه باير مفكراً أكثر ميلاناً إلى تيار ما قبل الحداثة-ما بعد الحداثة أقل من أي يكون متبِّعاً للحركة الرومانسية كما حاول تلميذه هردر تقديمه. فيرى باير أن هامان عمِلَ على استخلاص النتائج المترتبة من اللاهوت اللوثري ليتحمَّل عبئها فترة التنوير المزدهرة ولا سيما في ردة فعل على ما طرحه كانط. عدَّهُ كل من الأديب الألمانيّ البارز غوته والفيلسوف الدنماركي الوجودي كيركغور أفضل مُفكّر في زمانه. قدّم هامان كانط، من كونيغسبرغ أيضًا، لكل من هيوم -لإيقاظه من سباته العقائدي- وروسو. تأثر هامان بهيوم، ولكنه استخدم آراءه في الدفاع عن المسيحية بدلًا من معارضتها. وكان له تأثير رئيسي على هيغل وياكوبي. اعتقد هامان أنه ينبغي استبدال نظرية المعرفة بفلسفة اللغة قبل فترة طويلة من الانعطاف اللغوي.

## حياة مبكرة
وُلد هامان في 27 أغسطس 1730 في كونيغسبرغ (كالينينغراد، روسيا حاليًا). درس اللاهوت في البداية في جامعة كونيغسبرغ، ولكنه أصبح موظفًا في مجلس تجاري، وشغل بعد ذلك العديد من المناصب العامة الصغيرة، وكرس وقت فراغه لقراءة الفلسفة. كانت منشوراته الأولى عبارة عن دراسة في الاقتصاد السياسي حول نزاع على النبل والتجارة، واندرجت كل كتاباته تحت الاسم القلمي «ساحر الشمال». آمن هامان في التنوير حتى خوضه تجربة روحانية في لندن في عام 1758.
يعتبر معظم العلماء ترجمته لديفيد هيوم إلى الألمانية بأنها الترجمة التي قرأها صديق هامان، إيمانويل كانت من كونيغسبيرغ أيضًا، وأشار إليها على أنها مصدر إلهام للاستيقاظ من «السبات العقائدي». اجتمع كل من هامان وكانت على احترام متبادل، وذلك على الرغم من رفض هامان ذات مرة لدعوة من كانت للمشاركة في كتابة كتاب فيزيائي للأطفال. قدم هامان أيضًا كانت لعمل روسو.

### موسيقى
كان هامان عازف ليوت تعلم العزف لدى تيموفي بيلوغرادسكي (تلميذ سيلفيوس ليوبولد فايس)، وهو فنان أوكراني موهوب عاش في وقت لاحق من حياته في كونيغسبرغ.

## الإرث
كان هامان أحد القوى المتسارعة في التنوير المضاد. وكان أيضًا مرشدًا لهيردر وكان له تأثير كبير على غوته وياكوبي وهيغل وكيركغور وليسينغ ومندلسون. خصص عالم اللاهوت الروماني الكاثوليكي هانس أورس فون بالتازار فصلًا لهامان في مجلده «دراسات في الأنماط اللاهوتية: أنماط علمانية» (المجلد الثالث في النسخة المترجمة باللغة الإنجليزية لسلسلة عظمة الإله). يمكن العثور على آخر تأثير لهامان في أعمال اللاهوتيين أوزوالد باير (اللوثري)، وجون ميلبانك (الأنجليكي)، وديفيد بنتلي هارت (الأرثوذكسي)، وأخيرًا في أعمال تشارلز تايلور المهمة «لغة الحيوان: الشكل الكامل للقدرات اللغوية البشرية» (تيلور، 2016). يُمنح هامان الفضل، إلى جانب فيلهيلم فون همبولت وهيردر، لإلهام منهج تيلور «هامان-هردر-همبولت» لفلسفة اللغة، وذلك مع التأكيد على القوة الإبداعية والخصوصية الثقافية للغة.
تتعارض الدراسات الحديثة، مثل تلك التي قدمها باير، مع التفسير المعتاد من قبل أشخاص مثل مؤرخ الأفكار أشعيا برلين، وتصف هامان بأنه «تنويري متعصب» يعارض العقلانية العقائدية بشدة في مسائل الفلسفة والإيمان. يرى باير نفسه أقل تأثرًا بالرومانسية الأم من تلك التي قدمها هيردر، ومفكرًا أكثر تأثرًا بفترتي ما قبل الحداثة وما بعد الحداثة جلب عواقب اللاهوت اللوثري للتأثير على التنوير المزدهر ورد فعل على كانط بشكل خاص.

## روابط خارجية
- يوهان جورج هامان على موقع الموسوعة البريطانية (الإنجليزية)
- يوهان جورج هامان على موقع إن إن دي بي (الإنجليزية)